# Tytroca disparella
Tytroca disparella är en fjärilsart som beskrevs av Embrik Strand 1917. Tytroca disparella ingår i släktet Tytroca och familjen nattflyn. Inga underarter finns listade i Catalogue of Life.